# 성주 심원사 삼층석탑
성주 심원사 삼층석탑(星州 深源寺 三層石塔)은 대한민국 경상북도 성주군 수륜면 백운리에 있는 남북국 시대 신라의 삼층석탑이다. 1985년 8월 5일 경상북도의 문화재자료 제116호로 지정되었다.

## 개요
가야산 남쪽 기슭에 자리하고 있는 탑으로, 2층 기단(基壇) 위에 3층의 탑신(塔身)을 올린 모습이다.
아래·위층 기단과 탑신의 몸돌에는 기둥 모양을 새겼다. 지붕돌은 네 귀퉁이가 살짝 치켜 올라갔고, 밑면에는 4단의 받침을 두었다.
원래 무너져 있던 것을, 1989년 새로이 복원해 놓은 것으로, 독특하게도 기단 아래의 땅 속에 사리장치(舍利裝置)를 마련해 두었다.

## 같이 보기
- 심원사 (성주군)

## 참고 자료
- 심원사삼층석탑 - 국가유산청 국가유산포털